# Rhododendron oxycoccoides
Rhododendron oxycoccoides är en ljungväxtart som beskrevs av Herman Otto Sleumer. Rhododendron oxycoccoides ingår i släktet rododendron, och familjen ljungväxter. Inga underarter finns listade i Catalogue of Life.